# Leonard Ornstein (natuurkundige)
Leonard Salomon Ornstein (Nijmegen, 12 november 1880 - Utrecht, 20 mei 1941) was een Nederlands natuurkundige. Als onder meer organisator en opleider bracht hij de Utrechtse natuurkunde tot bloei.

## Opleiding en loopbaan
Ornstein studeerde van 1898 tot 1908 theoretische natuurkunde aan de Universiteit Leiden. Op 26 maart 1908 promoveerde hij bij Hendrik Lorentz op de dissertatie Toepassing der statistische mechanica van Gibbs op moleculair-theoretische vraagstukken. Hij werd assistent van Lorentz. In 1909 werd hij benoemd tot lector in de wiskundige natuurkunde aan de Universiteit van Groningen. In 1914 werd hij gewoon hoogleraar in de theoretische fysica aan de Universiteit Utrecht als opvolger van Peter Debye. Hij aanvaardde dit ambt op 25 januari 1915 met een oratie over Problemen der kinetische theorie van de stof. Wegens ziekte van Willem Henri Julius werd hij in 1920 tijdelijk directeur van het natuurkundig instituut te Utrecht en na de dood van Julius in 1925 directeur. Vanaf 1921 breidde hij het natuurkundig laboratorium uit, dat op 9 februari 1926 geopend werd.
Hij hield zich bezig met vele gebieden van de experimentele en theoretische natuurkunde, onder meer spectroscopie, vloeibare kristallen, statistische mechanica, biofysica en praktische zaken als verlichting van musea. Hij stimuleerde samenwerking met de industrie en leidde vele promovendi op.
Samen met Uhlenbeck leidde hij de formule voor het statistische Ornstein-Uhlenbeckproces af.
Tijdens de Duitse bezetting in de Tweede Wereldoorlog werd Ornstein wegens zijn joodse afkomst in november 1940 als hoogleraar ontslagen en werd hem de toegang tot zijn laboratorium ontzegd. Hij stierf op 20 mei 1941 aan hartklachten.
Het Leonard S. Ornsteinlaboratorium op het Princetonplein 1 in het Utrecht Science Park is genoemd naar Ornstein.

## Familie
Hij is de grootvader van de gelijknamige journalist Leonard Salomon Ornstein en journalist Karel Jeroen Ornstein.

## Publicaties
- Toepassing der statistische mechanica van Gibbs op moleculair-theoretische vraagstukken, dissertatie 26 maart 1908
- Problemen der kinetische theorie van de stof, 1915
- Strahlungsgesetz und Intensität von Mehrfachlinien, 1924
- Intensität der Komponenten im Zeemaneffekt, 1924
- On the theory of the Brownian motion, 1930
- De beteekenis der natuurkunde voor cultuur en maatschappij, 1932

## Promoties
Alle 95 onderstaande promoties met Ornstein als promotor waren aan de Rijksuniversiteit Utrecht.
| Promovendus                                       | Proefschrift | Jaar #afstammelingen |
| ------------------------------------------------- | --- | -------------------- |
| Baars, Bastiaan                                   | Het etsen van koper door ijzerchloride | 1935                 |
| Beekman, Willem Jan                               | Bijdrage tot de studie van systemen met 2 electronen | 1925                 |
| Beezhold, Willem Frederik                         | Die Ramaneffek in die chemiese dinamika | 1936                 |
| Bijl, Adrianus Johannes                           | De bouw van wit en grauw tin | 1918                 |
| Bleeker, Caroline Emilie                          | Emissie- en dispersiemetingen in de seriespectra der alkalieën | 1928                 |
| Bongers, Izaäk Arie                               | Intensiteitsmetingen in de Balmerreeks | 1927                 |
| Bouma, Pieter Johannes                            | Beitrag zur Dynamik der flüssigen Kristalle | 1933                 |
| Bouma, Tjibbe                                     | Intensiteitsmetingen in het nikkel- en cobaltspectrum | 1930                 |
| Bouwers, Albert                                   | Over het meten der intensiteit van Röntgenstralen | 1924                 |
| Bouwman, Herman Pieter                            | Intensiteitsmeting in het heliumspectrum eener gecondenseerde ontlading. | 1933                 |
| Brester, Carel Jan                                | Kristall-symmetrie und Reststrahlen | 1923                 |
| Brinkman, Hendrik                                 | Optische studie van de electrische lichtboog | 1937 27              |
| Burger, Dionijs                                   | Onderzoekingen in het spectrum van helium | 1928                 |
| Burger, Herman Carel                              | Oplossen en groeien van kristallen | 1918 1               |
| Campagne, Cornelis Antonie                        | Onderzoekingen over het warmtetransport in Haag-buizen | 1938                 |
| Chamalaun, François Jean                          | Intensiteitsverhouding van 2P-1S tot 2p-1S in het boogspectrum der aardalkaliën | 1934                 |
| Custers, Jan Frans Henri                          | Foto-electriese intensiteitsmetingen in het kwikspektrum | 1931                 |
| de Braaf, Willem                                  | Over de verstrooiing van het licht door vloeibaar-kristallijn p-azoxyanisol | 1936                 |
| Dekkers, Wilhelmus Antonius Maria                 | Meting van intensiteitsverhoudingen in het Zeemaneffect | 1936                 |
| Denier van der Gon, Hugo Anne Cornelis            | Lichtabsorptie en hydratatie in electrolyten | 1929                 |
| Deumens, Alphons Louis Ignatius                   | Extinctie door een gezwarte photographische plaat als functie van golflengte, hoeveelheid zilver en korrelgrootte                                                                                   | 1922                 |
| de Waard, Reinier Herman                          | Ferromagnetisme en kristalstruktuur | 1924                 |
| Dijkstra, Hendrik                                 | Het Zeeman-effect in het spectrum van nikkel | 1936                 |
| Doornenbal, Pieter                                | De warmte-beweging der atomen in een kubisch rooster en het Debije-effect | 1928                 |
| Dorgelo, Hendrik Berend                           | The Intensities of the Components of Multiple Spectral Lines | 1924 6               |
| Dreosti, Guido Mario                              | Absorpsie en verstrooiïng van lig in melkglas | 1930                 |
| Elenbaas, Willem                                  | Intensiteitsmetingen in het heliumspectrum | 1930                 |
| Elliott, Arthur                                   | The Optical Determination of the Relative Abundance of Isotopes | 1930                 |
| Eymers, Johanna Geertruida                        | Fundamental Principles for the Illumination of a Picture Gallery; Together with Their Application to the Illumination of the Municipal Museum at the Hague                                          | 1935                 |
| Gerritsen, Herman                                 | Interferometrische absorptiemetingen aan helium | 1933                 |
| Ginsel, Leo Adriaan                               | Massentransport in Lichtbogen und Flammen. Optische Bestimmung der Alkali-Atomradien | 1933                 |
| Hamaker, Hendrik Jacob                            | Technische warmtegeleidingsmetingen; de bepaling van de warmtegeleidingscoëfficiënt van bouw- en isolatiematerialen                                                                                 | 1939                 |
| Hamaker, Hugo Christiaan                          | Reflectivity and Emissivity of Tungsten; with a Description of a New Method to Determine the Total Reflectivity of Any Surface in a Simple and Accurate Way                                         | 1934 1               |
| Haringhuizen, Pieter Jan                          | Optisch onderzoek van gasontladingen in capillaire buizen | 1935                 |
| Heiërman, Johan Herman                            | Absolute intensiteitsmetingen in alkalispectra | 1937                 |
| Hiddink, Jan Louis                                | De meting van het diëlektriese verlies van minerale oliën | 1932                 |
| Hugen, Andreas Henddrikus Johannes                | De snaarelectrometer van Wulf en zijne toepassing bij de registreering der ultrastraling | 1934                 |
| Janssen, Cornelis                                 | De photochemische reactie der aromatische nitroaldehyden | 1931                 |
| Jurriëns, Hendrik Jan                             | Metingen van de absorptie door het latente beeld | 1938                 |
| Key, Jacobus                                      | Meting van overgangswaarschijnlijkheden in het spectrum der alkaliën | 1937                 |
| Koerts, Albertus                                  | De storingsvrijheid van ontvangers voor draadlooze telegrafie | 1922                 |
| Koster, Willem                                    | Bijdragen tot de theorie van elastische media met oriënteerbare deeltjes | 1921                 |
| Krijgsman, Centinus                               | De anode van de koolboog in lucht als standaardlichtbron en haar gebruik bij de meting van de energieverdeeling in het continuum uitgezonden door het gas van de koolboog bij groote stroomsterkten | 1938                 |
| Kruithof, Arie Andries                            | Aanslag van het waterstofmolecuulspectrum door electronen | 1934                 |
| Langendijk, Willem                                | The Photographic Method in Quantitative Beta Ray Spectroscopy | 1939                 |
| Lindeman, Henri                                   | Botsingen van electronen met waterstofatomen | 1933                 |
| Milatz, Joannes Marius Wilhelm                    | De aanslagfunctie van het metastabiele S5-niveau van neon | 1937 112             |
| Minnaert, Marcel                                  | Onregelmatige straalkromming | 1925 169             |
| Mulders, Gerardus Franciscus Wilhelmus            | Aequivalente breedten van Fraunhoferlijnen in het zonnespectrum | 1934                 |
| Nathans, Abraham David                            | Overzicht van de toepassing van complexe functies op natuurkundige vraagstukken | 1923                 |
| Niessen, Karel Frederik                           | Zur Quantentheorie des Wasserstoffmolekülions | 1922                 |
| Pool, Gijsbertus Marinus                          | Quantitatieve absorptiebepaling in het ultraviolet | 1925                 |
| Postma, Gerrit Willem                             | Daylight Measurements in Utrecht | 1936                 |
| Reiniers, Jan Hendrik                             | Electrische en optische eigenschappen van homogene ijzer-koolstof- en koper-koolstofmengsels in gelijkstroomboog-ontlading                                                                          | 1925                 |
| Rekveld, Johannes                                 | Intensity Problems Connected with the Ramaneffect | 1931                 |
| Reman, Gerrit Hendrik                             | Lijnverbreeding in de lichtboog | 1937                 |
| Riwlin, Rassa                                     | Das Wesen der Lichtzerstreuung in flüssigen Kristallen | 1923                 |
| Rutgers, Gerrit Arnoldus Wijnand                  | Ioniseerend vermogen en drachtspreiding van Po Alpha-deeltjes | 1940                 |
| Schamhardt, Hendrik                               | Onderzoekingen over de aanslag van waterstof door electronen | 1938                 |
| Scheffer, Jurriën Cornelis                        | Gekorreldheid van fotografische negatieven in absolute maat | 1936                 |
| Schouten, Jan Frederik                            | Visueele meting van adaptatie en van de wederzijdsche beïnvloeding van netvlieselementen | 1937 3               |
| Schregardus, Machiel Willem Frederik              | De Geigerteller en zijn bruikbaarheid voor intensiteitsmetingen | 1936                 |
| Slagter, Simon Petrus                             | Adsorbtiemetingen aan solen | 1921                 |
| Snoek, Jacob Louis                                | Toetsing van de quantenmechanica voor waterstof door absorptie-metingen in de Balmerreeks | 1929                 |
| Spier, Joseph Levie                               | Optische bepaling van diffusie-coëfficiënten | 1940                 |
| Taylor, James                                     | On the Sparking Potentials of Electric Discharge Tubes | 1927                 |
| ten Kate, Hendrik                                 | De quantitativiteit van de Geiger-Müller teller. Het spectrum van Ra.E | 1940                 |
| ter Heerdt, Josephus Hermanus Albertus            | Overzicht van de theorie en de toepassingen van gassen, waarin de onderlinge botsingen der moleculen kunnen verwaarloosd worden                                                                     | 1923                 |
| ter Horst, Diederik Thomas Jan                    | Boogontladingen met wisselstroom | 1934                 |
| Thoden van Velzen, Johanna                        | Het verschijnsel van Purkinje | 1928                 |
| Tol, Taeke                                        | Fotografische intensiteitsmetingen van electronenbuigingsringen, toegepast op dunne lagen van koper, zilver en goud                                                                                 | 1940                 |
| van Alphen, Henri Charles                         | Stralingsmeting aan Wolframlampen | 1927                 |
| van Arkel, Pieter Coenraad                        | Bijdrage tot de toepassing van de waarschijnlijkheidsrekening in de natuurkunde | 1922                 |
| van der Held, Erwin Friedrich Maximilian          | Meting der overgangswaarschijnlijkheid 2P-1S voor natrium door absolute-intensiteitsmetingen aan vlammen                                                                                            | 1932                 |
| van der Meer, Antheunius Piet Hendrik             | Onderzoek naar variaties in de aequivalente breedten van Fraunhoferlijnen in het zonnespectrum | 1936                 |
| van der Veen, Johan Hendrik                       | Het gedrag van het reflectievermogen van ijzer bij overgangspunten | 1938                 |
| van Dijck, Willem Johannes Dominicus              | Der Becquereleffekt an Kupferoxydelektroden | 1927                 |
| van Driel, Hendrik                                | Intensiteitsmetingen in de spectra van ijzer en nikkel | 1935                 |
| van Geel, Willem Christiaan                       | Intensiteitsverhoudingen van magnetisch gesplitste spectraallijnen | 1928                 |
| van Kreveld, Arnold                               | De fotografische somwet en haar geldigheidsgebied | 1933                 |
| van Lingen, Derk                                  | Onderzoekingen in den koperboog | 1936                 |
| van Milaan, Johan Bernard                         | Intensiteitsmetingen in het ijzerspectrum | 1926                 |
| van Selms, Johanna Clasina                        | Bijdrage tot de kennis van de gezwarte photographische plaat | 1927                 |
| van Wijk, Aart                                    | Invloed van magneetveld, zwermen en wand op de kristaloptische eigenschappen van vloeibaar-kristallijn p-azoxyanisol                                                                                | 1929                 |
| van Wijk, Willem Rhijnvis                         | The Nuclear Spin of Nitrogen | 1930 1               |
| Veenemans, Cornelis Frederik                      | Optische constanten uit licht-absorptiemetingen aan dunne metaallaagjes | 1932                 |
| Vermeulen, Dirk                                   | An Accurate Method for the Relative Measuring of Spectral Intensities; with an Application to the Determination of Planck's Constant C2                                                             | 1935                 |
| Vijverberg, Willem Rudolph                        | Het karakter van de waterstofboog | 1937                 |
| Vreedenberg, Hans Armand                          | De meting der temperatuur in een gasontlading met behulp van Röntgenstralen | 1940                 |
| Vreeswijk, Johannes Adrianus                      | Optische bepaling van de mengverhouding van isotopen | 1937                 |
| Wanders, Adrianus Stephanus Petrus Josephus Maria | Onderzoekingen over de straling der zonnevlekken | 1933                 |
| Was, Daniël Anthonie                              | Structuur en eigenschappen van dunne goudlagen | 1938                 |
| Went, Jan Jacobus                                 | Onderzoekingen over het Ramaneffect bij kristallen | 1935                 |
| Wouda, Jan                                        | Nauwkeurige absolute intensiteitsmeting | 1935                 |
| Zaalberg van Zelst, Johannes Jacobus              | Precisie en gevoeligheid bij intensiteitsmetingen; meting van de constante C1 van Planck | 1936 1               |

## Verder lezen
- H.G. Heijmans, Wetenschap tussen universiteit en industrie. De experimentele natuurkunde in Utrecht onder W.H. Julius en L.S. Ornstein, 1896-1940. Rotterdam, 1994. ISBN 9789052350639